# Zilleck
Zilleck (früher auch Zillegg) ist eine Rotte in der Gemeinde Bärnkopf im Bezirk Zwettl in Niederösterreich
Die Ortslage liegt westlich von Bärnkopf an der Landesstraße L82 nahe der Grenze zu Oberösterreich die hier durch den Sarningbach bestimmt wird. Sie ist durch das Forsthaus Zilleck dominiert, 1998 gab es im Ort drei Wohnadressen.
Der Name entstand vermutlich im Zuge von Waldvermessungen als hier ein Vorsprung als Ziel diente. 1778 wurden die damaligen Holzhackerhütten von Martinsberg nach Dorfstetten umgepfarrt, 1905 kamen sie dann zur Kirchengemeinde Bärnkopf.
Im Eintrag der Josephinischen Fassion aus Jahre 1786/87 gab es in der heutigen Ortslage ein Haus, welches die Hausnummer Dürnberg 16 hatte.
In Folge der Theresianischen Reformen wurde der Ort dem Kreis Ober-Manhartsberg unterstellt und nach dem Umbruch 1848 war er bis 1867 dem Amtsbezirk Ottenschlag zugeteilt.
Mit der Aufhebung der Grundherrschaften und der Bildung von Ortsgemeinden wurde der Ort 1849 ein Teil der Katastralgemeinde Weinsberger Forst die der Gemeinde Gutenbrunn zugeordnet war. Nach der Gründung der eigenständigen Gemeinde Bärnkopf im Jahr 1923 wurde Zilleck als Rotte ein Teil derselben.